# San Juan Skyway
La San Juan Skyway est une route américaine dans les comtés de Dolores, La Plata, Montezuma, Ouray, San Juan et San Miguel, au Colorado. Longue de 233 milles, cette route de montagne passe par plusieurs cols des monts San Juan tels que le col Coal Bank, le col Molas ou le col Red Mountain. Alors qu'elle traverse la forêt nationale de San Juan et la forêt nationale d'Uncompahgre, elle est elle-même classée All-American Road.